# Prog Italia
Prog Italia è un periodico fondato nel 2015 come versione italiana della rivista inglese Prog.

## Storia

### 2009: La nascita della britannica Prog
Nel 2009 nacque la rivista Prog come spin off a cura di Jerry Ewing, dei magazine Classic Rock e Metal Hammer pubblicati dalla casa editrice Future plc. La rivista ottenne un buon successo di vendite, tanto che la Future passò nel 2012 da 9 a 10 pubblicazioni l'anno.

### 2015: Prog Italia. La versione italiana
Nel 2015 la Sprea Editori, che già pubblicava la versione italiana di Classic Rock chiamata Classic Rock Lifestyle, dopo il successo per la pubblicazione di uno speciale sul rock progressivo, acquisì i diritti per la riproposizione di una versione italiana di Prog che inizialmente era programmata per soli sei numeri con cadenza bimestrale.
Alla sua nascita Prog Italia pubblicava principalmente articoli ripresi e riadattati dalla omologa inglese, ma con il tempo divenne sempre più autonoma, distinguendosi dall'approccio iniziale e producendo gran parte degli articoli in proprio. Importante, in questo senso è lo spazio dedicato al fenomeno del Rock progressivo italiano ed all'ampio supporto che l'Italia diede alla scena inglese, con band come Genesis e Van der Graaf Generator e Colosseum che proprio nel nostro paese mossero i primi passi prima del riconoscimento internazionale. Nacque così Prog Italia, che vedeva come direttore responsabile Guido Bellachioma. Il primo numero uscì nel giugno 2015 e nel tempo riesci a coinvolgere giornalisti come Paolo Carnelli, Riccardo Bertoncelli, Gianni Della Cioppa, Mario Giammetti, Donato Zoppo, Fabio Zuffanti e Vito Vita.
Nel 2018 la rivista ha curato la ristampa in cd di alcuni album di rock progressivo italiano in collaborazione con la Mondadori con un booklet inedito allegato e venduti in edicola.